# 등 (희성)
등(滕)은 중국 춘추 시대의 제후국이다.

## 개요
산둥성(山東省) 남부에 위치하였으며, 현재의 텅저우 시(滕州市)에 해당한다. 제후의 성은 희(姬)로, 시조 착숙(錯叔)은 주공의 14번째 아들이다. 기원전 414년에 월(越)나라 구천(句踐)에 의해 일시적으로 멸망했으나 곧 복국되었으며, 이후 송(宋)나라 강왕(康王)의 침략으로 완전히 멸망하였다. 
등나라는 "좋은 나라(善國)"로 불렸는데, 등문공(滕文公)이 등나라의 정치에 대해서 맹자에게 의견을 묻자 맹자가 등나라를 "좋은 나라"라고 칭찬한 것에서 유래한다.
등나라는 노(魯)나라의 속국이었고 제자백가의 하나인 묵자(墨子)와 건축가인 노반의 출생지로도 알려져 있다. 등(滕)의 이름은 오늘날 텅저우 시(滕州市)와 중국의 성씨인 텅 씨(滕氏) 등에 남아있다.

## 계보
| 대수      | 칭호       | 휘                | 재위                        | 비고                             |
| --------- | ---------- | ----------------- | --------------------------- | -------------------------------- |
| 1         | 착숙(錯叔) | 수(繡)            |                             | 주 문왕(周文王)의 열네번째 아들. |
| 2         | 등공(滕公) |                   |                             | 착숙 수의 아들.                  |
| 3         | 등후(滕侯) |                   |                             | 2대 등공의 아들.                 |
| 4         | 명중(命仲) |                   |                             | 등후 호의 아버지.                |
| 5         |            | 호(虎) 감(敢)     |                             | 명중의 아들.                     |
| 6         |            | 문(文)            |                             | 등후 호의 조카.                  |
| 7         | 등공(滕公) |                   |                             | 3대 등후의 아들.                 |
| 8         | 등후(滕侯) |                   |                             | 7대 등공의 아들.                 |
| 9대 불명  |            |                   |                             |                                  |
| 10        | 등중(滕仲) |                   |                             | 등후 소의 아버지.                |
| 11        |            | 소(蘇)            |                             | 등중의 아들.                     |
| 12대 불명 |            |                   |                             |                                  |
| 13        |            | 곡(轂)            | ? ~ 기원전 716년            |                                  |
| 14        | 등후(滕侯) |                   | 기원전 715년 ~ 기원전 711년 |                                  |
| 15        | 등자(滕子) |                   | 기원전 710년 ~ ?            | 14대 등후의 아들.                |
| 16        | 등자(滕子) |                   |                             |                                  |
| 17        | 선공(宣公) | 영제(嬰齊)        | ? ~ 기원전 641년            | 착숙 수의 17세손.                |
| 18        | 효공(孝公) | 정(鄭)            | 기원전 640년 ~ ?            |                                  |
| 19        | 소공(昭公) | 원(元) 모백(毛伯) | ? ~ 기원전 600년            | 효공의 아들.                     |
| 20        | 문공(文公) | 수(壽)            | 기원전 599년 ~ 기원전 575년 | 소공의 아들.                     |
| 21        | 성공(成公) | 원(原) 천(泉)     | 기원전 574년 ~ 기원전 539년 | 문공의 아들.                     |
| 22        | 도공(悼公) | 영(寧)            | 기원전 538년 ~ 기원전 513년 | 성공의 아들.                     |
| 23        | 경공(頃公) | 결(結)            | 기원전 512년 ~ 기원전 491년 | 도공의 아들.                     |
| 24        | 은공(隱公) | 우무(虞毋)        | 기원전 490년 ~ 기원전 484년 | 경공의 아들.                     |
| 25        | 등공(滕公) |                   | 기원전 483년 ~ ?            |                                  |
| 26        | 등공(滕公) |                   | ? ~ 기원전 414년            | 월(越)나라에게 멸망              |
| 27        |            | 측(昃)            | 기원전 375년 전후 ~ ?       |                                  |
| 28        | 고공(考公) | 균(麇)            | 기원전 367년 전후 ~ ?       |                                  |
| 29        | 정공(定公) |                   | ? ~ 기원전 324년            |                                  |
| 30        | 문공(文公) | 홍(弘)            | 기원전 323년 ~ 기원전 316년 | 정공의 아들.                     |
| 31        | 원공(元公) | 굉(宏)            | 기원전 315년 ~ 기원전 296년 | 문공의 아들.                     |
| 이후 불명 |            |                   |                             |                                  |
| 기타      |            |                   |                             |                                  |
| ?         |            | 기(耆)            | 춘추 시대 후기              |                                  |